# Stade Ezio-Scida
Le stade Ezio-Scida (en italien, Stadio Ezio Scida) est le stade de football de la ville de Crotone, en Calabre. Il possède une capacité de 16 640 places assises.

## Histoire
Le stade a inauguré officiellement en 1946, puis l'enceinte a subi deux importantes rénovations en 2000 et 2016 afin de suivre les performances du club résident, le Football Club Crotone qui a évolué en Série A. Cependant, en 2025, le club évolue à présent en
Série C.